# Interfața utilizatorului

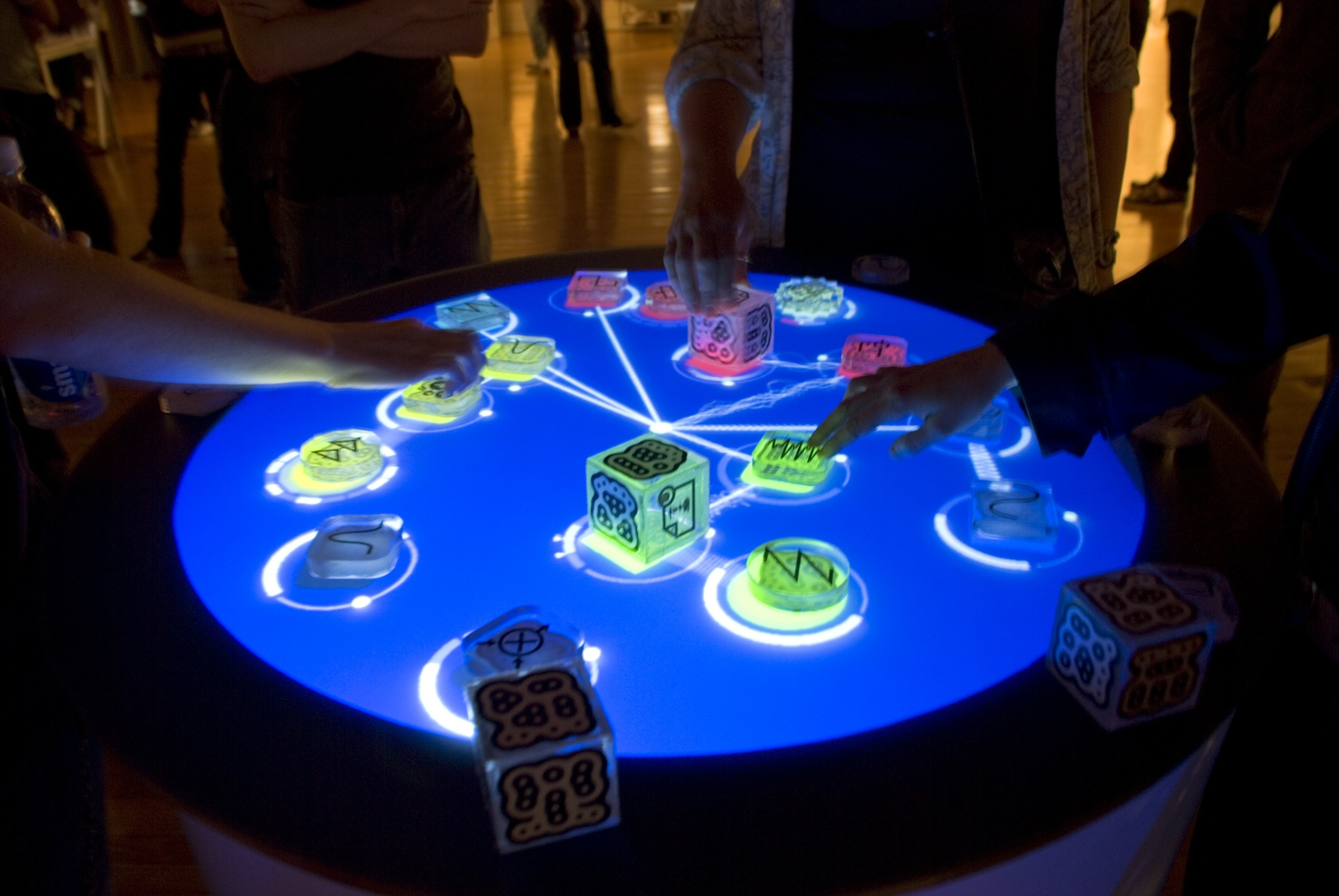
Reactable, un exemplu de o interfață a utilizatorului tangibilă

În domeniul designului industrial al interacțiunii om-calculator, o interfață a utilizatorului (IU) este spațiul unde interacțiunile dintre oameni și mașini au loc.

## Galerie

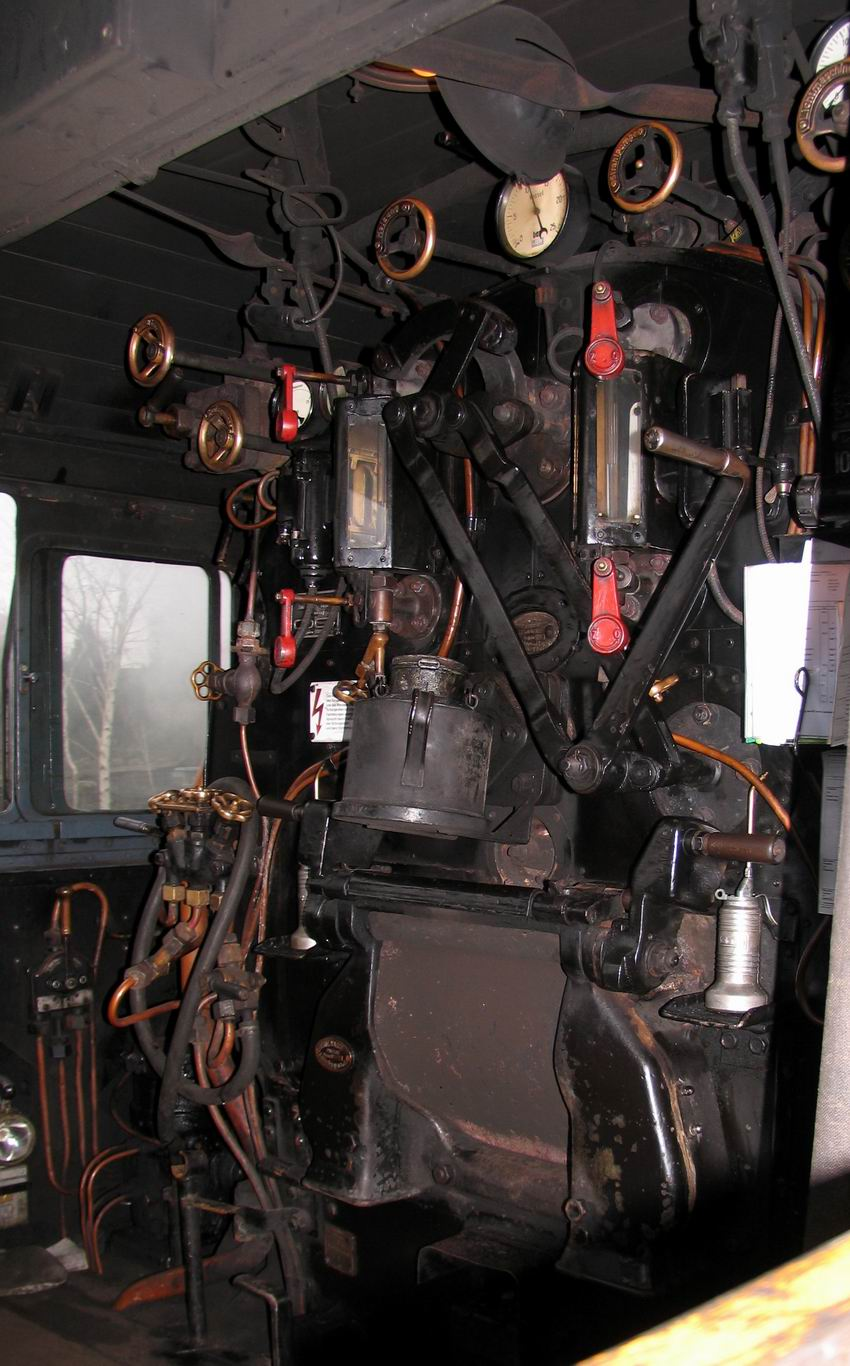
Interfața om-mașină istorică în cabina șoferului locomotivei cu abur germană
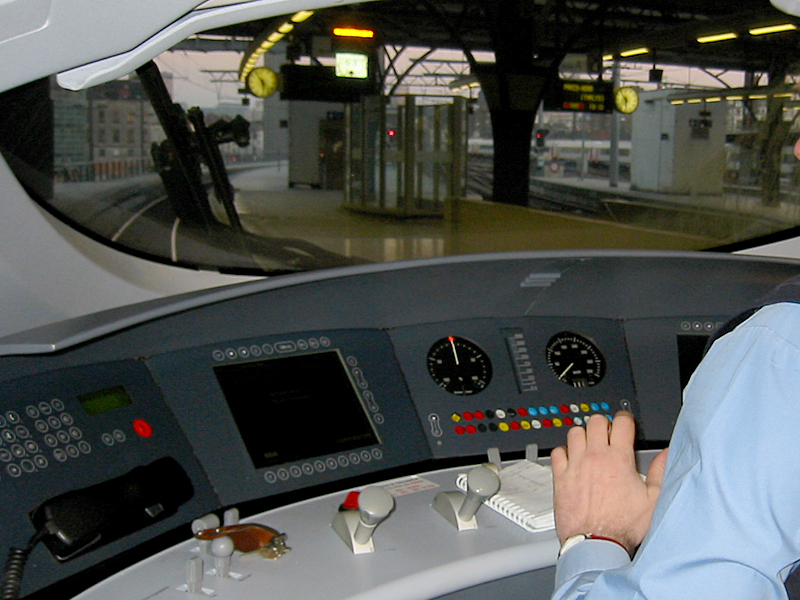
Interfața om-mașină modernă în cabina șoferului trenului de mare viteză Intercity-Express german
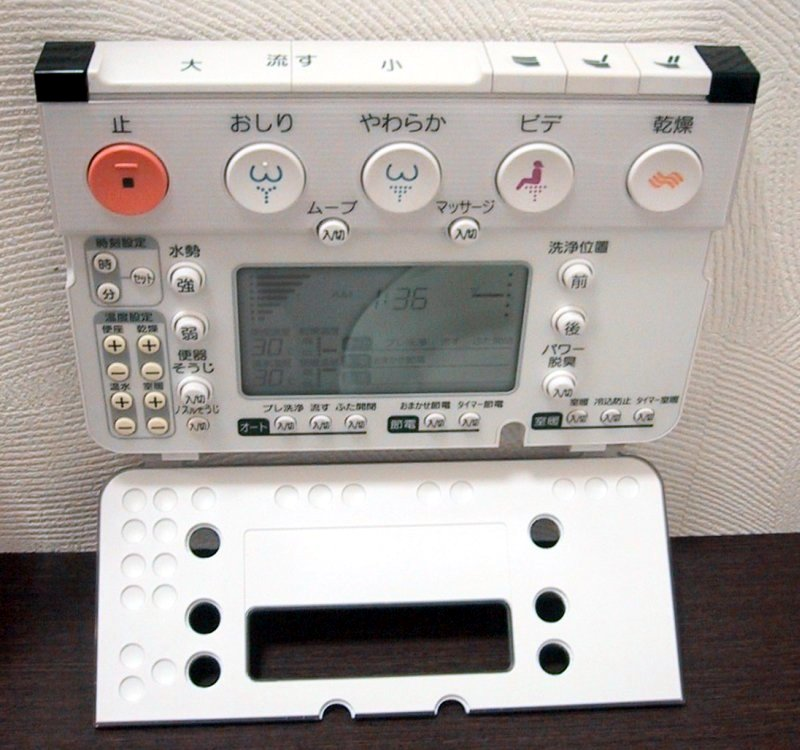
Interfața om-mașină a toaletei (în Japonia)
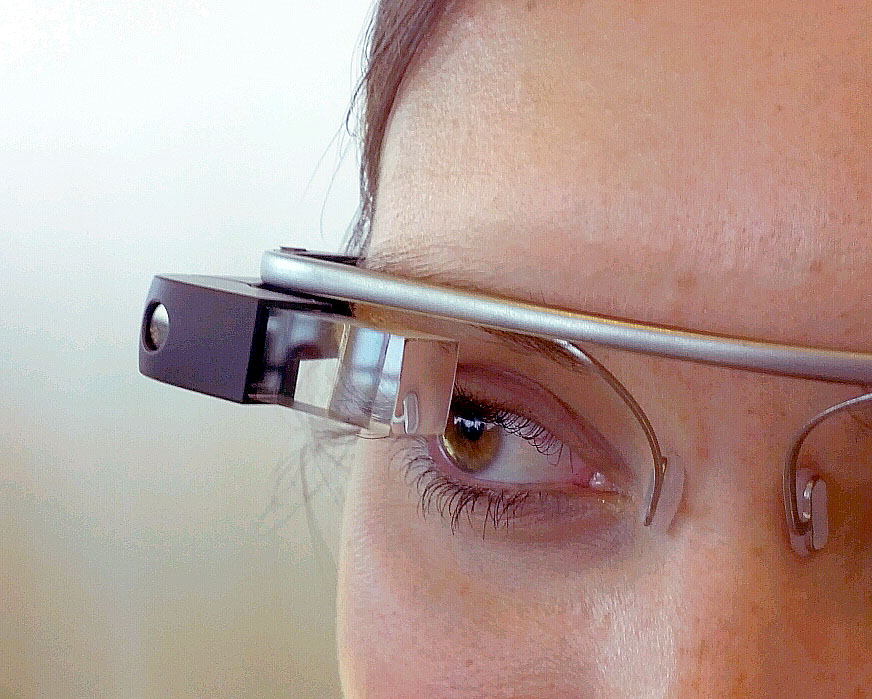
Interfața utilizatorului vocală a unui calculator purtabil (aici: Google Glass)
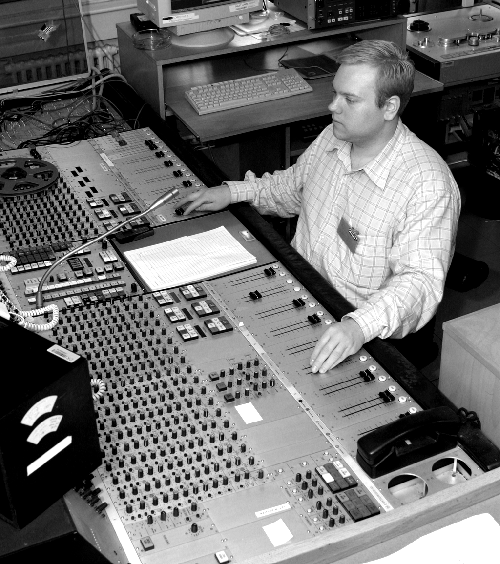
Interfața om-mașină pentru mixarea audio
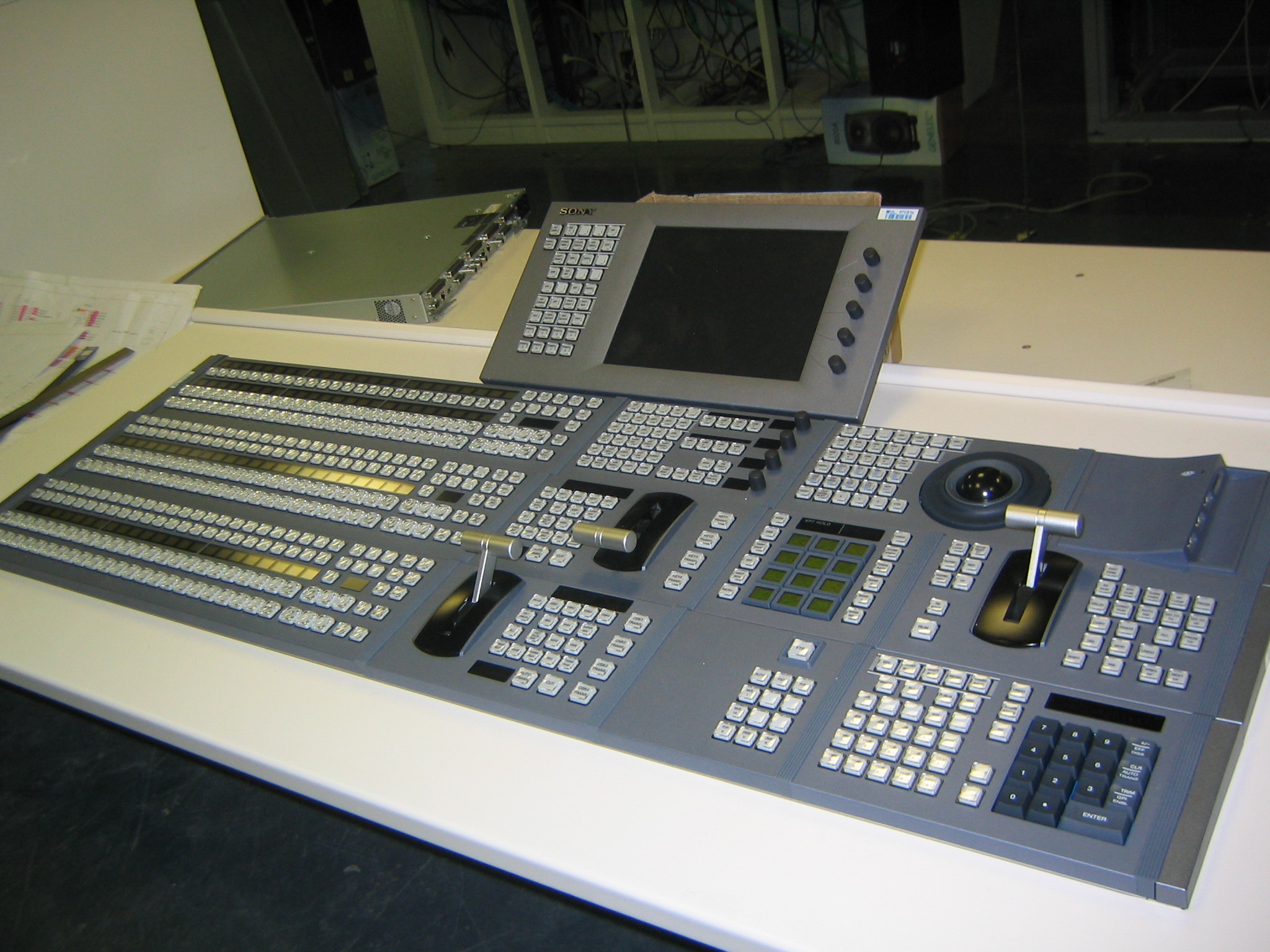
Interfața om-mașină pentru producția video
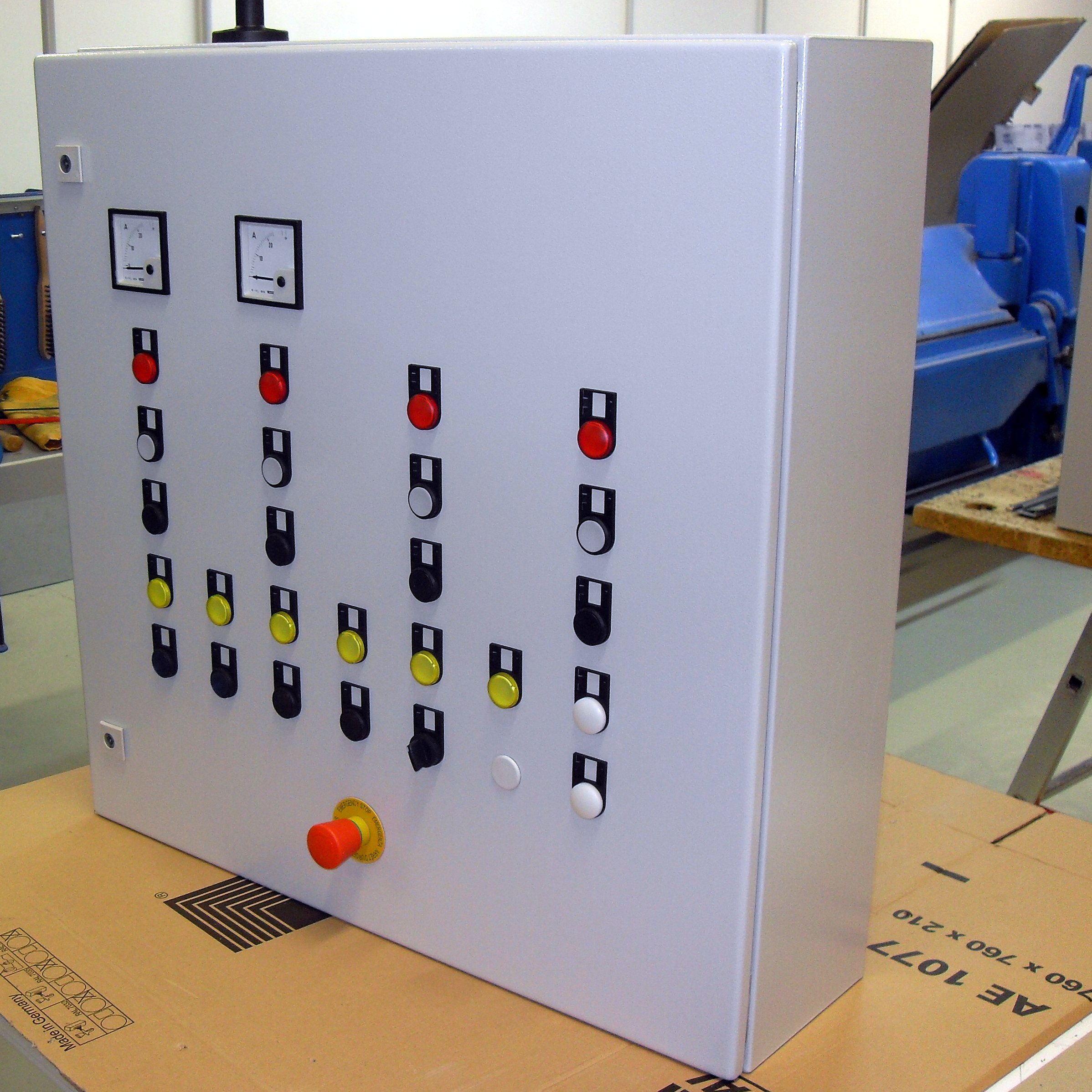
Interfața om-mașină a mașinii pentru industria zahărului cu butoane de comandă
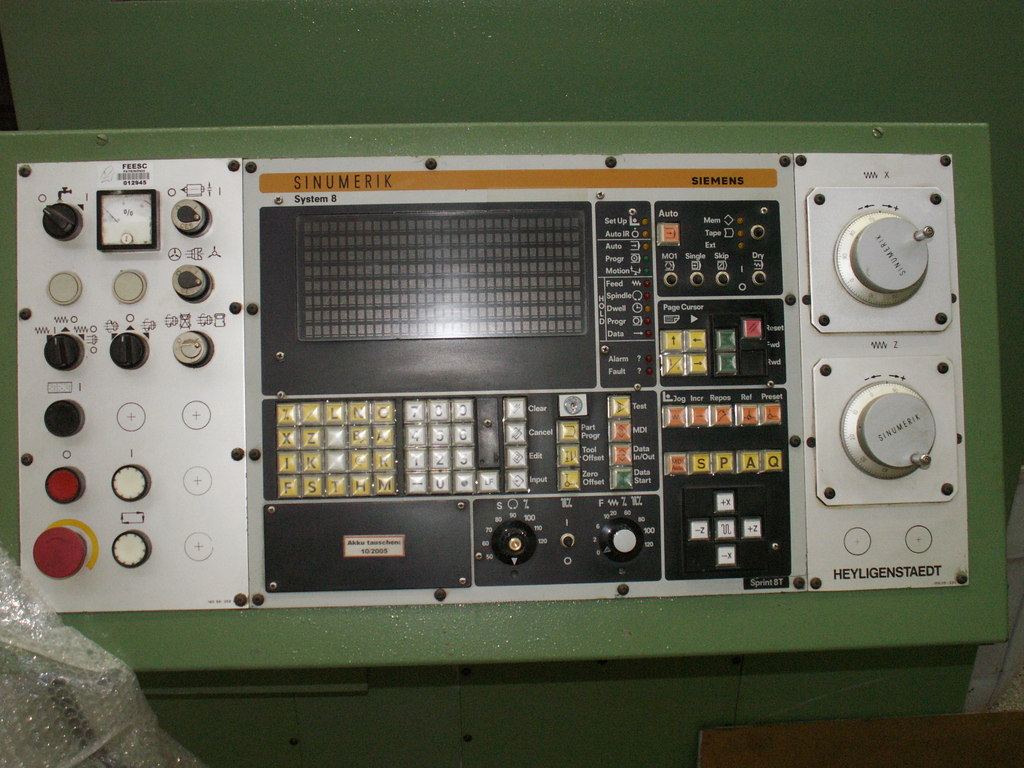
Interfața om-mașină pentru mașină-unealtă cu comandă numerică (CNC)
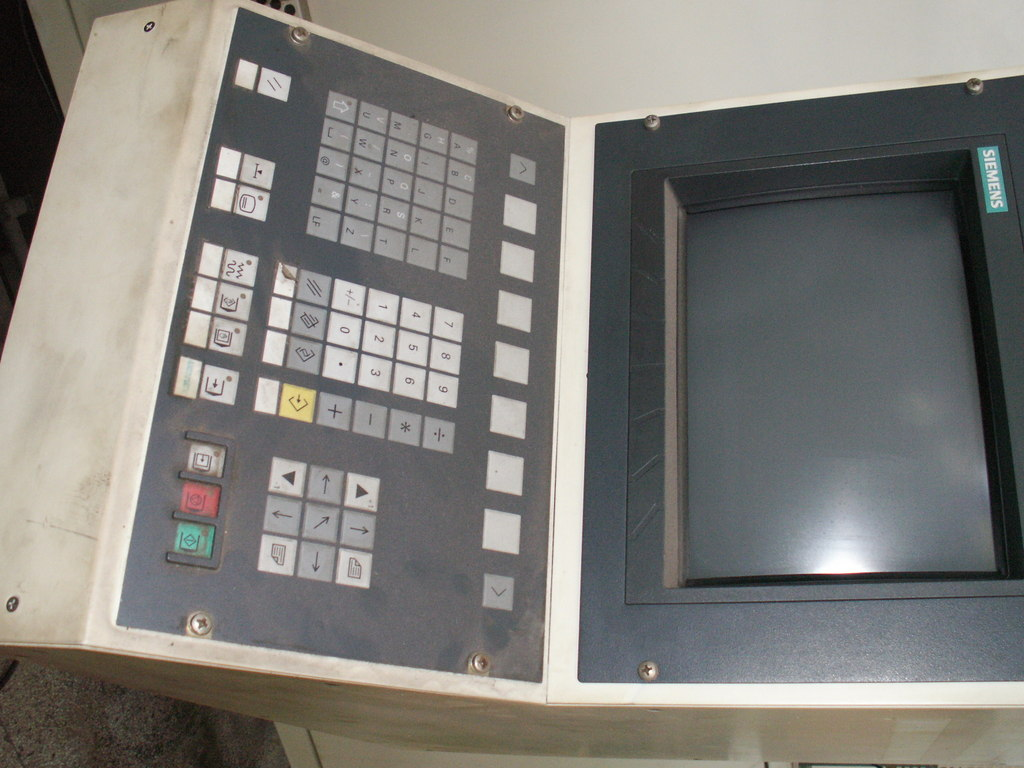
Interfața om-mașină mult mai nouă pentru o mașină CNC
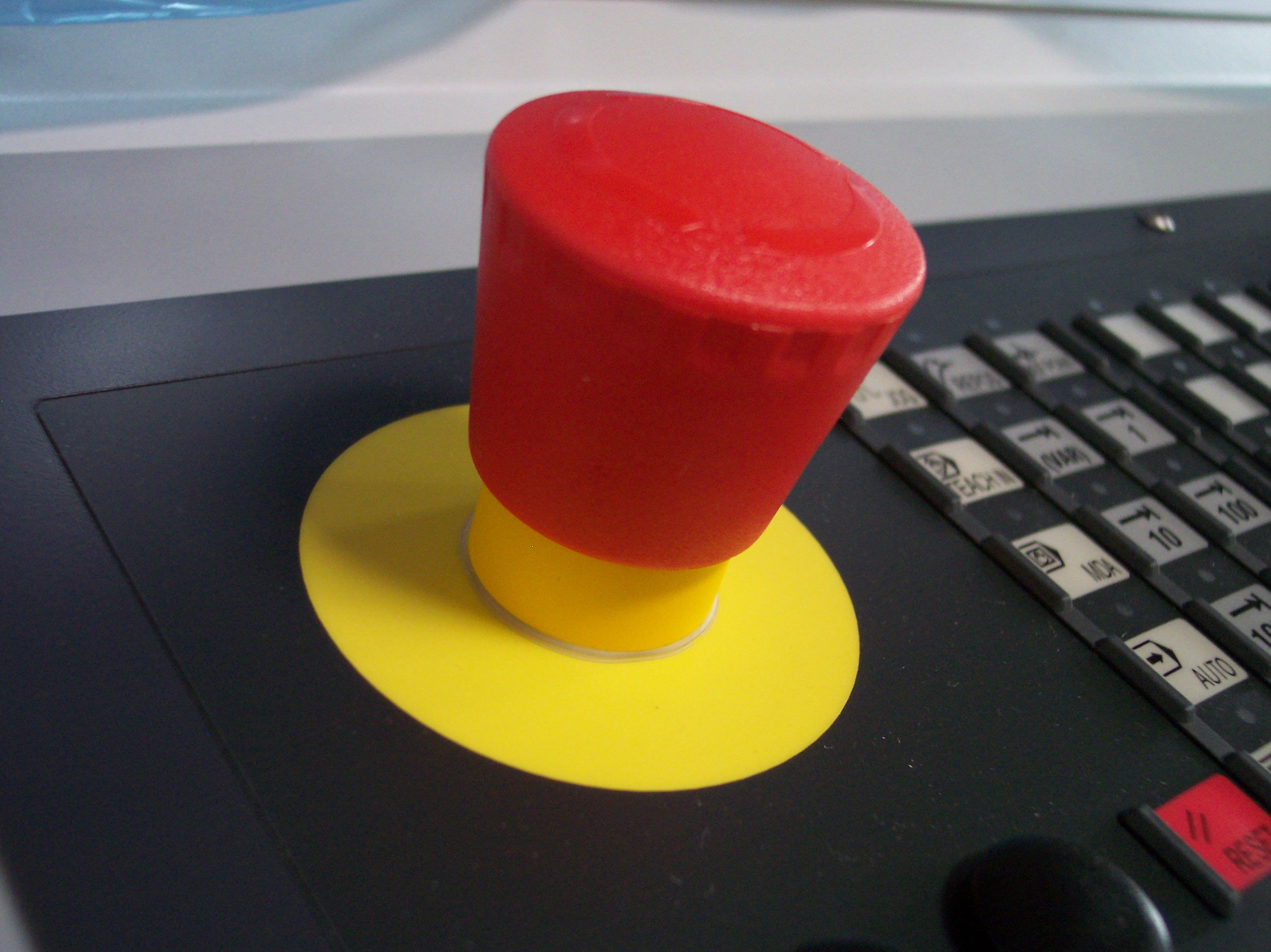
Întrerupător de urgență/ Întrerupător de panică
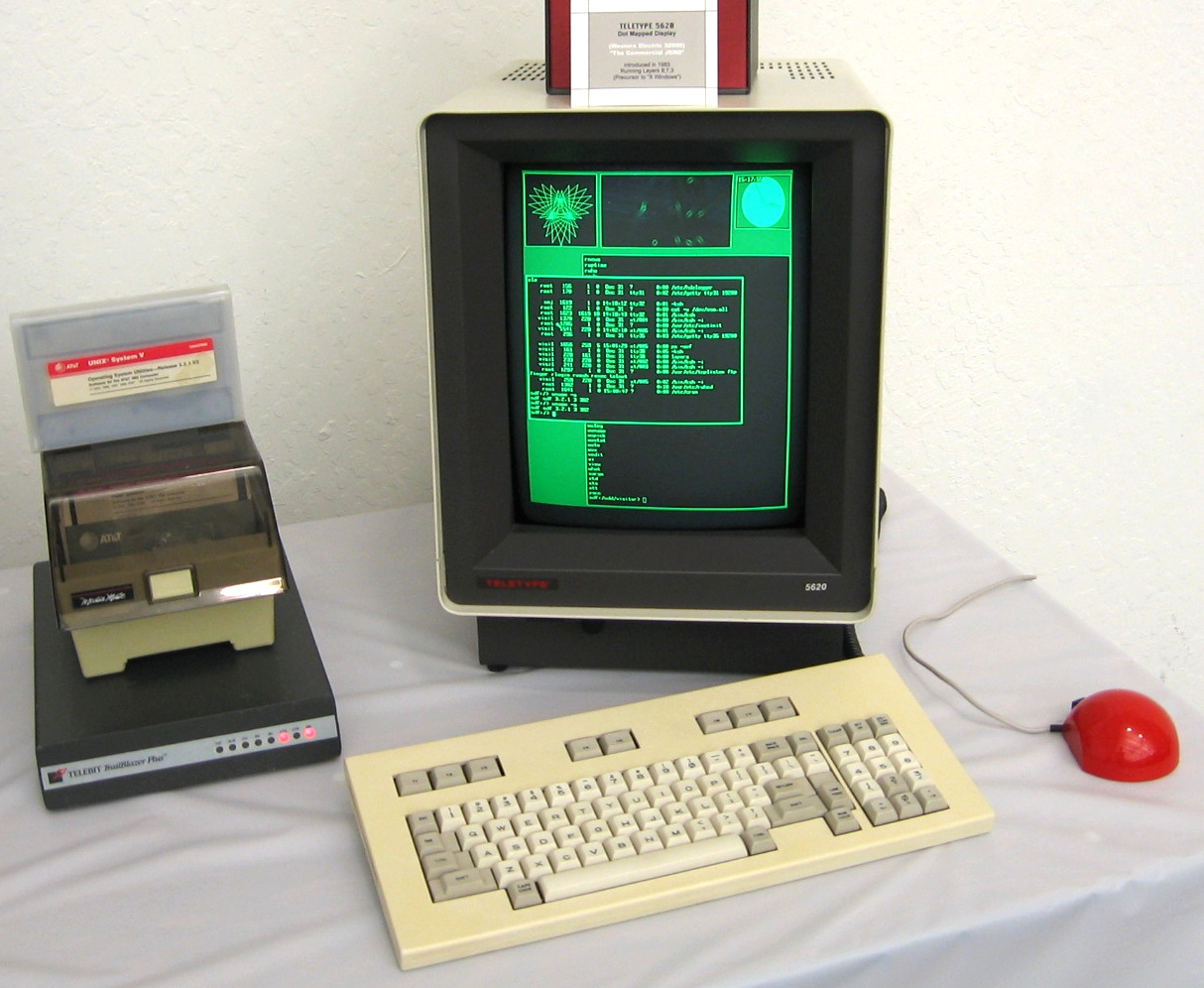
Terminal DMD 5620